# Rubiż
Rubiż (ukr. Рубіж) – wieś na Ukrainie, w obwodzie czernihowskim, w rejonie czernihowskim, w hromadzie Horodnia. W 2001 liczyła 24 mieszkańców.